# Дропковець
46°06′ пн. ш. 16°25′ сх. д. / 46.10° пн. ш. 16.41° сх. д.
Дропковець (хорв. Dropkovec) — населений пункт у Хорватії, у Копривницько-Крижевецькій жупанії у складі громади Горня Рієка.

## Населення
Населення за даними перепису 2011 року становило 172 осіб.
Динаміка чисельності населення поселення: